# Isabella Stewart Gardner
Isabella Stewart Gardner var en amerikansk konstsamlare och filantrop, född 14 april 1840, död 17 juli 1924. I Boston finns hennes konstsamling i Isabella Stewart Gardner Museum, som öppnades 1903 i italiensk stil. I hennes samlingar finns bland annat flera verk av Anders Zorn, som var vän till Isabella Stewart Gardner.